# Provincia di Mahajanga
La provincia di Mahajanga (o Majunga) è una delle province del Madagascar. Ha un'area di 150.023 km² e contava 1.896.000 abitanti nel 2004. La sua capitale è Mahajanga.

## Geografia antropica

### Suddivisioni amministrative
La provincia di Mahajanga comprende le seguenti Regioni (faritra):
| Regione   | Capoluogo   | Popolazione | Superficie (km²) |
| --------- | ----------- | ----------- | ---------------- |
| Sofia     | Antsohihy   | 940 800     | 50 100           |
| Boeny     | Mahajanga   | 543 200     | 31 046           |
| Betsiboka | Maevatanana | 236 500     | 30 025           |
| Melaky    | Maintirano  | 175 500     | 38 852           |

e i seguenti Distretti (fivondronana):

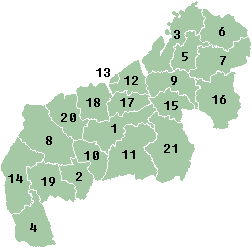
Distretti (fivondronana) della Provincia di Mahajanga

1. Distretto di Ambato-Boeni
2. Distretto di Ambatomainty
3. Distretto di Analalava
4. Distretto di Antsalova
5. Distretto di Antsohihy
6. Distretto di Bealanana
7. Distretto di Befandriana-Avaratra
8. Distretto di Besalampy
9. Distretto di Boriziny
10. Distretto di Kandreho
11. Distretto di Maevatanana
12. Distretto di Mahajanga II rurale
13. Distretto di Mahajanga I urbano
14. Distretto di Maintirano
15. Distretto di Mampikony
16. Distretto di Mandritsara
17. Distretto di Marovoay
18. Distretto di Mitsinjo
19. Distretto di Morafenobe
20. Distretto di Soalala
21. Distretto di Tsaratanana